# Webcite
Webcite, av utvecklarna skrivet WebCite, är en tjänst som arkiverar webbplatser vid behov. Initiativtagare är Dr. Gunther Eysenbach vid University of Toronto. Enligt den egna webbplatsen är Webcite ett inregistrerat varumärke, men det framgår inte vilken sorts organisation Webcite är eller vem som är juridiskt ansvarig. Tjänsten lanserades 2005.
Författare kan sedan citera den arkiverade webbplatsen via Webcite, förutom att citera den ursprungliga URL:en för sidan. Läsare kan efter det - är tanken - komma åt den arkiverade webbplatsen för all framtid, även om originalsajten förändras eller försvinner. Webcite är medlem av Internet Preservation Consortium, där bland annat Kungliga biblioteket är en av grundarna. 